# Islita
Islita es un ejido del municipio de San Luis Río Colorado ubicado en el noroeste del estado mexicano de Sonora, en la zona del desierto sonorense. Según los datos del Censo de Población y Vivienda realizado en 2010 por el Instituto Nacional de Estadística y Geografía (INEGI), Islita tiene un total de 1825 habitantes. Fue fundado en los años 1910.

## Geografía
Islita se sitúa en las coordenadas geográficas 32°14′56″ de latitud norte y 114°55′25″ de longitud oeste del meridiano de Greenwich, a una elevación de 15 metros sobre el nivel del mar.